# 鎌倉市立腰越小学校
鎌倉市立腰越小学校（かまくらしりつ こしごえしょうがっこう）は、神奈川県鎌倉市腰越二丁目にある公立小学校。明治5年（1872年）に前身の発蒙学舎が設立されて以降、150年以上の歴史を持つ学校である。2025年度の学級数は15、児童数は348人｡
同校のほとんどの卒業生は、鎌倉市立腰越中学校に入学する。

## 歴史
明治5年（1872年）の学制発布に伴い、腰越村周辺にある寺小屋が廃止され、発蒙学舎が設立された。はじめは小動岬付近にあった民家の一室を使用していたが、数ヵ月後に浄泉寺境内へ移転された。
明治10年（1877年）に「龍口学校」へ改称し、隣村の片瀬村龍口へ移転する。この頃は鎌倉付近でもっとも規模の大きい学校であったが、明治17年(1884年)9月に暴風雨により校舎が倒壊したため、腰越学校と改称し腰越浄泉寺に戻る。
明治19年（1886年）3月、浄泉寺北西の地に移転し、正修学校と改称する。「正修」の名は大学の八条目、「正心」・「修身」からとられた。その後、校地が手狭になったことから明治37年（1904年）に現在地へ移転し、同年4月には高等小学校を、明治39年(1906年)には実業補習学校を併設された。学校の規模が拡大するに従い都度校舎も増築され、明治43年（1910年）11月26日には神奈川県知事周布公平をはじめ来賓を多数招いた校舎竣工式が行われた。なお腰越小学校の開校記念日はこの日にちなんで制定されている。
正修学校は大正3年（1914年）4月より神奈川県師範学校（現横浜国立大学）の代用付属校となった。これは様々な事情で教育効果が出ない現状を変えたい村・学校側の熱心な誘致に対し、漁村での教育ノウハウを作りたい師範学校側が応えたものである。代用付属校となるにあたっては、校長以下教員が全て一新され、優秀な教員の着任し、様々な研究、試みが行われた。以降、師範学校との契約が終了する昭和4年（1929年）までの15年間、正修学校は師範学校の代用付属校として位置づけられた。
大正12年（1923年）に発生した関東大震災では7名の生徒が犠牲になった。校舎も前年に新築した二階建ての教室が全壊、旧教室も一部を除き全半壊するなど、壊滅的な被害を受けたため、被災後しばらくは近所の民家の敷地や路上で授業を行った。その後は翌年11月の新校舎の落成まで急造のバラック校舎でしのいだ。
昭和22年（1947年）に鎌倉市立腰越小学校と改称し今に至る。
昭和30年代以降になると腰越付近で大規模な宅地開発が急速に進められ、それに伴い腰越小学校の生徒数も爆発的に増加した。この生徒数の増加は、腰越漁港の漁民などから構成される旧集落出身の児童（地元出身の児童）と、他の地域から新興住宅地に越してきた児童との間で軋轢を生んだ。腰越小学校の教員は、旧集落出身の児童（地元出身の児童）と言葉遣いの違う新興住宅街の児童との間で言葉が相違していることに軋轢の原因があると判断した。
このため腰越小学校では昭和33年（1958年）以降、旧集落の児童が使う方言や、「○○でねー」、「○○でさー」、「○○でよー」などといった言葉遣いを「悪い言葉」と見なして弾圧し、排除する「ネ・サ・ヨ運動」を開始し、「悪い言葉」の排除のために、「生活指導」の名の下に家族ぐるみで弾圧を行ったり、「悪い言葉」を書いた紙を左義長のように燃やす行事が定例化され、運動は昭和40年代ごろまで続けられた。この「ネ・サ・ヨ運動」は同様の問題に悩む全国各地の学校で着目され、多くの学校で似たような運動が導入された。
なお生徒数の増加は1970年代後半に腰越小学校の周辺地域に小学校が新設された事によって解決した。
平成20年（2008年）にプールが完成した。　

## 校歌・校章の由来

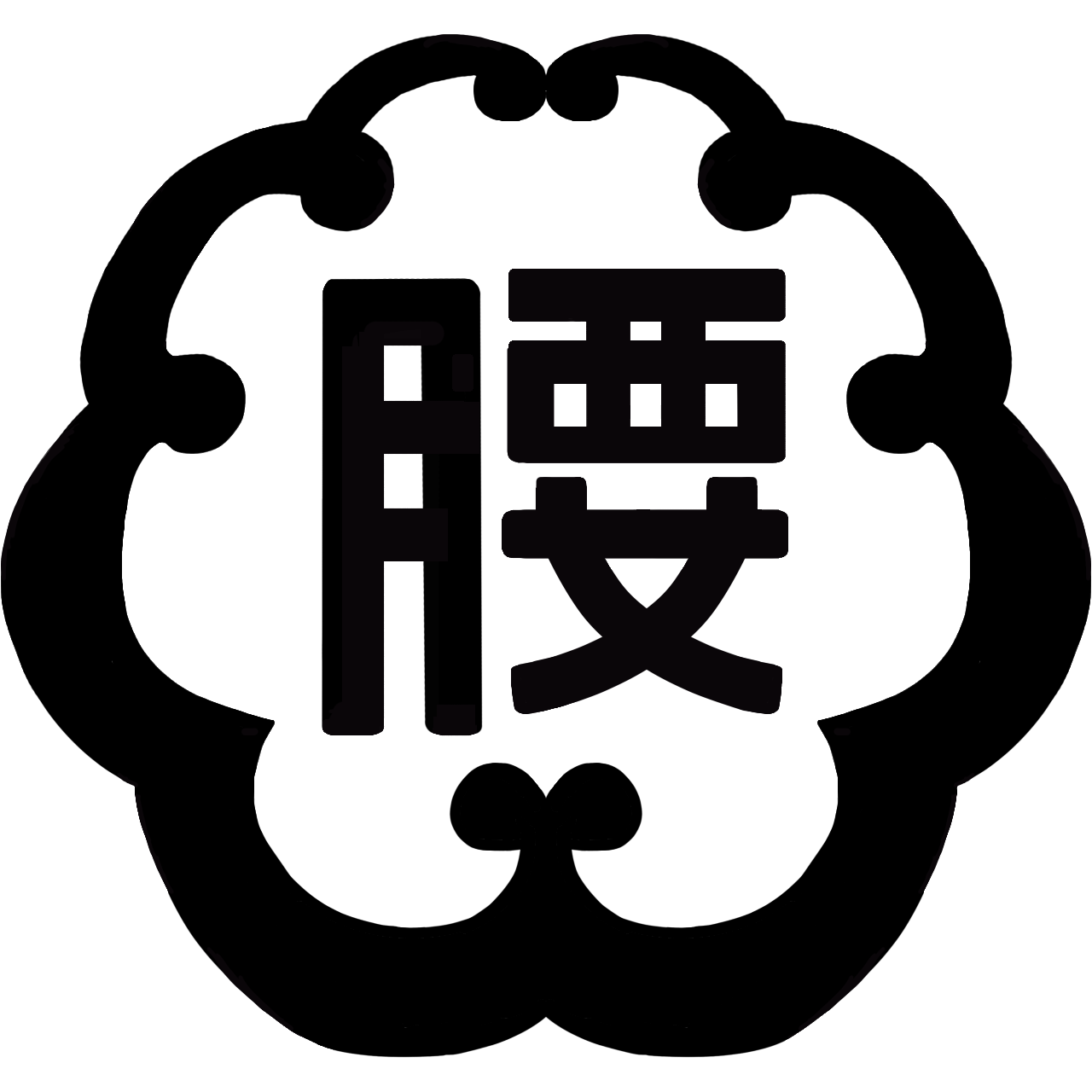
鎌倉市立腰越小学校の校章。

### 校歌
校歌は大正4年（1915年）に大正天皇の御真影を下賜された事を記念に制定されたもので、作詞は吉丸一昌、作曲は岡野貞一である。

### 校章
校章ははじめ、高橋喜十郎の図案を元に明治43年（1910年）の新校舎落成式にあわせて作成された。
その後、昭和11年（1926年）の校名改名に伴い新しい校章に変更された。新しい校章は呉文炳に紹介された伊木忠愛が作成した図案を元に作成されたもので、「腰」の字の周りを７つの波（七里ガ浜に寄せる波を意匠化している）が囲むもの。この校章は現在に至るまで使用されている。

## 参考資料
- 『鎌倉市史近代通史編』